# Ausztria az 1994. évi téli olimpiai játékokon
Ausztria a norvégiai Lillehammerben megrendezett 1994. évi téli olimpiai játékok egyik részt vevő nemzete volt. Az országot az olimpián 10 sportágban 80 sportoló képviselte, akik összesen 9 érmet szereztek.

## Érmesek
| Érem  | Versenyző                                                         | Sportág        | Versenyszám                  |
| ----- | ----------------------------------------------------------------- | -------------- | ---------------------------- |
| Arany | Thomas Stangassinger                                              | Alpesisí       | Férfi műlesiklás             |
| Arany | Hunyady Emese                                                     | Gyorskorcsolya | Női 1500 m                   |
| Ezüst | Elfi Eder                                                         | Alpesisí       | Női műlesiklás               |
| Ezüst | Hunyady Emese                                                     | Gyorskorcsolya | Női 3000 m                   |
| Ezüst | Markus Prock                                                      | Szánkó         | Férfi egyes                  |
| Bronz | Christian Mayer                                                   | Alpesisí       | Férfi szuperóriás-műlesiklás |
| Bronz | Andi Goldberger                                                   | Síugrás        | Egyéni, nagysánc             |
| Bronz | Andreas Goldberger Stefan Horngacher Heinz Kuttin Christian Moser | Síugrás        | Csapat                       |
| Bronz | Andrea Tagwerker                                                  | Szánkó         | Női egyes                    |

## Alpesisí
Férfi
| Versenyző            | Versenyszám            | 1. futam      | 1. futam      | 2. futam   | 2. futam   | Összesítés    | Összesítés    |
| Versenyző            | Versenyszám            | Idő           | Hely.         | Idő        | Hely.      | Idő           | Helyezés      |
| -------------------- | ---------------------- | ------------- | ------------- | ---------- | ---------- | ------------- | ------------- |
| Armin Assinger       | Lesiklás               |               |               |            |            | 1:46,68       | 15.           |
| Armin Assinger       | Szuperóriás-műlesiklás |               |               |            |            | 1:33,84       | 11.           |
| Bernhard Gstrein     | Műlesiklás             | nem ért célba | nem ért célba | kiesett    | kiesett    | kiesett       | kiesett       |
| Bernhard Gstrein     | Óriás-műlesiklás       | 1:29,13       | 8.            | 1:24,22    | 9.         | 2:53,35       | 8.            |
| Hans Knauß           | Szuperóriás-műlesiklás |               |               |            |            | 1:34,65       | 20.           |
| Günther Mader        | Lesiklás               |               |               |            |            | 1:46,87       | 19.           |
| Günther Mader        | Műlesiklás             | nem ért célba | nem ért célba | kiesett    | kiesett    | kiesett       | kiesett       |
| Günther Mader        | Óriás-műlesiklás       | 1:29,37       | 10.           | 1:24,29    | 11.        | 2:53,66       | 11.           |
| Günther Mader        | Szuperóriás-műlesiklás |               |               |            |            | 1:33,50       | 9.            |
| Christian Mayer      | Óriás-műlesiklás       | 1:28,34       | 1.            | 1:24,24    | 10.        | 2:52,58       |               |
| Patrick Ortlieb      | Lesiklás               |               |               |            |            | 1:46,01       | 4.            |
| Rainer Salzgeber     | Óriás-műlesiklás       | 1:29,51       | 12.           | 1:23,36    | 1.         | 2:52,87       | 5.            |
| Thomas Stangassinger | Műlesiklás             | 1:01,00       | 1.            | 1:01,02    | 7.         | 2:02,02       |               |
| Thomas Sykora        | Műlesiklás             | 1:02,03       | 4.            | nem indult | nem indult | nem ért célba | nem ért célba |
| Hannes Trinkl        | Lesiklás               |               |               |            |            | 1:46,22       | 6.*           |
| Hannes Trinkl        | Szuperóriás-műlesiklás |               |               |            |            | nem ért célba | nem ért célba |

| Versenyző       | Versenyszám | Lesiklás      | Lesiklás      | Műlesiklás    | Műlesiklás    | Műlesiklás | Műlesiklás | Műlesiklás | Műlesiklás | Összesítés | Összesítés |
| Versenyző       | Versenyszám | Lesiklás      | Lesiklás      | 1. futam      | 1. futam      | 2. futam   | 2. futam   | Össz.      | Össz.      | Összesítés | Összesítés |
| Versenyző       | Versenyszám | Idő           | Hely.         | Idő           | Hely.         | Idő        | Hely.      | Idő        | Hely.      | Idő        | Helyezés   |
| --------------- | ----------- | ------------- | ------------- | ------------- | ------------- | ---------- | ---------- | ---------- | ---------- | ---------- | ---------- |
| Hans Knauß      | Összetett   | nem ért célba | nem ért célba | kiesett       | kiesett       | kiesett    | kiesett    | kiesett    | kiesett    | kiesett    | kiesett    |
| Günther Mader   | Összetett   | 1:38,46       | 13.           | 52,15         | 11.           | 48,62      | 3.         | 1:40,77    | 8.         | 3:19,23    | 4.         |
| Christian Mayer | Összetett   | 1:39,86       | 26.           | nem ért célba | nem ért célba | kiesett    | kiesett    | kiesett    | kiesett    | kiesett    | kiesett    |

Női
| Versenyző             | Versenyszám            | 1. futam      | 1. futam      | 2. futam | 2. futam | Összesítés    | Összesítés    |
| Versenyző             | Versenyszám            | Idő           | Hely.         | Idő      | Hely.    | Idő           | Helyezés      |
| --------------------- | ---------------------- | ------------- | ------------- | -------- | -------- | ------------- | ------------- |
| Elfi Eder             | Műlesiklás             | 59,54         | 3.            | 56,81    | 2.       | 1:56,35       |               |
| Sylvia Eder           | Óriás-műlesiklás       | 1:23,03       | 17.           | 1:13,45  | 16.      | 2:36,48       | 14.           |
| Sylvia Eder           | Szuperóriás-műlesiklás |               |               |          |          | 1:23,51       | 15.           |
| Renate Götschl        | Lesiklás               |               |               |          |          | nem ért célba | nem ért célba |
| Anja Haas             | Lesiklás               |               |               |          |          | 1:38,98       | 31.           |
| Monika Maierhofer     | Műlesiklás             | 1:01,05       | 15.           | 57,69    | 7.*      | 1:58,74       | 12.           |
| Alexandra Meissnitzer | Óriás-műlesiklás       | nem ért célba | nem ért célba | kiesett  | kiesett  | kiesett       | kiesett       |
| Stefanie Schuster     | Szuperóriás-műlesiklás |               |               |          |          | 1:24,76       | 30.           |
| Veronika Stallmaier   | Lesiklás               |               |               |          |          | 1:37,94       | 14.*          |
| Veronika Stallmaier   | Szuperóriás-műlesiklás |               |               |          |          | 1:23,83       | 22.*          |
| Ingrid Stöckl         | Lesiklás               |               |               |          |          | nem ért célba | nem ért célba |
| Anita Wachter         | Műlesiklás             | nem ért célba | nem ért célba | kiesett  | kiesett  | kiesett       | kiesett       |
| Anita Wachter         | Óriás-műlesiklás       | 1:21,18       | 3.            | 1:11,88  | 4.*      | 2:33,06       | 4.            |
| Anita Wachter         | Szuperóriás-műlesiklás |               |               |          |          | 1:23,01       | 9.            |

| Versenyző     | Versenyszám | Lesiklás | Lesiklás | Műlesiklás    | Műlesiklás    | Műlesiklás | Műlesiklás | Műlesiklás | Műlesiklás | Összesítés | Összesítés |
| Versenyző     | Versenyszám | Lesiklás | Lesiklás | 1. futam      | 1. futam      | 2. futam   | 2. futam   | Össz.      | Össz.      | Összesítés | Összesítés |
| Versenyző     | Versenyszám | Idő      | Hely.    | Idő           | Hely.         | Idő        | Hely.      | Idő        | Hely.      | Idő        | Helyezés   |
| ------------- | ----------- | -------- | -------- | ------------- | ------------- | ---------- | ---------- | ---------- | ---------- | ---------- | ---------- |
| Anja Haas     | Összetett   | 1:30,01  | 23.      | nem ért célba | nem ért célba | kiesett    | kiesett    | kiesett    | kiesett    | kiesett    | kiesett    |
| Ingrid Stöckl | Összetett   | 1:29,97  | 22.      | kizárták      | kizárták      | kiesett    | kiesett    | kiesett    | kiesett    | kiesett    | kiesett    |

* - egy másik versenyzővel azonos eredményt ért el

## Biatlon
Férfi
| Versenyző                                                         | Versenyszám      | Lövőhiba    | Időeredmény | Helyezés |
| ----------------------------------------------------------------- | ---------------- | ----------- | ----------- | -------- |
| Alfred Eder                                                       | 20 km egyéni     | 0 (0+0+0+0) | 59:43,9     | 10.      |
| Ludwig Gredler                                                    | 10 km sprint     | 2 (0+2)     | 29:05,4     | 5.       |
| Ludwig Gredler                                                    | 20 km egyéni     | 5 (1+1+1+2) | 1:00:21,6   | 18.      |
| Wolfgang Perner                                                   | 10 km sprint     | 3 (1+2)     | 30:31,5     | 22.      |
| Martin Pfurtscheller                                              | 10 km sprint     | 5 (2+3)     | 31:47,2     | 43.      |
| Martin Pfurtscheller                                              | 20 km egyéni     | 7 (2+1+1+3) | 1:03:56,3   | 57.      |
| Franz Schuler                                                     | 10 km sprint     | 4 (1+3)     | 30:55,2     | 30.      |
| Franz Schuler                                                     | 20 km egyéni     | 7 (2+1+3+1) | 1:03:01,4   | 48.      |
| Wolfgang Perner Ludwig Gredler Franz Schuler Martin Pfurtscheller | 4 × 7,5 km váltó | 4+2         | 1:34:02,9   | 9.       |

## Bob
| Versenyző                                                         | Versenyszám | 1. futam | 1. futam | 2. futam | 2. futam | 3. futam | 3. futam | 4. futam | 4. futam | Összesítés | Összesítés |
| Versenyző                                                         | Versenyszám | Idő      | Hely.    | Idő      | Hely.    | Idő      | Hely.    | Idő      | Hely.    | Idő        | Helyezés   |
| ----------------------------------------------------------------- | ----------- | -------- | -------- | -------- | -------- | -------- | -------- | -------- | -------- | ---------- | ---------- |
| Hubert Schösser Thomas Schroll                                    | Kettes      | 52,71    | 6.       | 53,02    | 4.       | 52,94    | 7.       | 53,26    | 8.       | 3:31,93    | 5.         |
| Kurt Einberger Martin Schützenauer                                | Kettes      | 53,13    | 17.      | 53,63    | 19.      | 53,32    | 16.      | 53,61    | 16.      | 3:33,69    | 17.        |
| Hubert Schösser Gerhard Redl Harald Winkler Gerhard Haidacher     | Négyes      | 51,76    | 2.       | 52,04    | 4.       | 52,23    | 5.       | 52,37    | 4.       | 3:28,40    | 4.         |
| Kurt Einberger Thomas Bachler Carsten Nentwig Martin Schützenauer | Négyes      | 51,94    | 6.       | 52,22    | 6.       | 52,32    | 9.       | 52,43    | 6.       | 3:28,91    | 6.         |

## Északi összetett
| Versenyző                                       | Versenyszám | Síugrás | Síugrás | Síugrás    | Sífutás   | Sífutás | Összesítés | Összesítés |
| Versenyző                                       | Versenyszám | Pont    | Hely.   | Időhátrány | Idő       | Hely.   | Idő        | Helyezés   |
| ----------------------------------------------- | ----------- | ------- | ------- | ---------- | --------- | ------- | ---------- | ---------- |
| Felix Gottwald                                  | Egyéni      | 190,5   | 32.*    | +6:16      | 41:26,1   | 34.     | 47:42,1    | 37.        |
| Georg Riedlsperger                              | Egyéni      | 193,0   | 26.     | +6:00      | 43:00,2   | 44.     | 49:00,2    | 40.        |
| Robert Stadelmann                               | Egyéni      | 190,5   | 32.*    | +6:16      | 43:07,6   | 45.     | 49:23,6    | 41.        |
| Mario Stecher                                   | Egyéni      | 211,0   | 11.     | +4:00      | 43:09,2   | 47.     | 47:09,2    | 27.        |
| Georg Riedlsperger Mario Stecher Felix Gottwald | Csapat      | 609,0   | 5.      | +10:22     | 1:27:47,5 | 10.     | 1:38:09,5  | 9.         |

* - egy másik versenyzővel azonos eredményt ért el

## Gyorskorcsolya
Férfi
| Versenyző          | Versenyszám | Eredmény | Helyezés |
| ------------------ | ----------- | -------- | -------- |
| Roland Brunner     | 500 m       | 37,47    | 22.      |
| Roland Brunner     | 1000 m      | 1:14,08  | 12.      |
| Roland Brunner     | 1500 m      | 1:55,78  | 22.*     |
| Christian Eminger  | 5000 m      | 6:53,18  | 10.      |
| Christian Eminger  | 10 000 m    | 14:15,14 | 10.      |
| Michael Hadschieff | 1500 m      | 1:55,09  | 17.      |
| Michael Hadschieff | 5000 m      | 6:53,02  | 9.       |
| Michael Hadschieff | 10 000 m    | 14:12,09 | 9.       |

Női
| Versenyző     | Versenyszám | Eredmény | Helyezés |
| ------------- | ----------- | -------- | -------- |
| Antal Emese   | 500 m       | 41,59    | 27.      |
| Antal Emese   | 1000 m      | 1:22,34  | 22.      |
| Antal Emese   | 1500 m      | 2:07,72  | 19.      |
| Antal Emese   | 3000 m      | 4:27,91  | 13.      |
| Antal Emese   | 5000 m      | 7:46,78  | 15.      |
| Hunyady Emese | 1000 m      | 1:20,42  | 7.       |
| Hunyady Emese | 1500 m      | 2:02,19  |          |
| Hunyady Emese | 3000 m      | 4:18,14  |          |
| Hunyady Emese | 5000 m      | 7:38,62  | 12.      |

* - egy másik versenyzővel azonos eredményt ért el

## Jégkorong
| Osztrák nemzeti férfi jégkorongcsapat-játékoskeret                                                                              | Osztrák nemzeti férfi jégkorongcsapat-játékoskeret                                                                                        | Osztrák nemzeti férfi jégkorongcsapat-játékoskeret                                                                   |
| --- | --- | --- |
| - James Burton - Marty Dallman - Claus Dalpiaz - Rob Doyle - Michael Güntner - Karl Heinzle - Herbert Hohenberger - Dieter Kalt | - Werner Kerth - Martin Krainz - Wolfgang Krong - Günther Lanzinger - Engelbert Linder - Manfred Mühr - Rick Nasheim - Michael Puschacher | - Andreas Pusnik - Gerhard Pusnik - Gerhard Ressmann - Michael Shea - Brian Stankiewicz - Ken Strong - Martin Ulrich |

A csoport
| Hely. | Csapat       | M | Gy | D | V | G+ | G– | Gk  | P  | Továbbjutás     |
| ----- | ------------ | - | -- | - | - | -- | -- | --- | -- | --------------- |
| 1.    | Finnország   | 5 | 5  | 0 | 0 | 25 | 4  | +21 | 10 | Negyeddöntő     |
| 2.    | Németország  | 5 | 3  | 0 | 2 | 11 | 14 | −3  | 6  | Negyeddöntő     |
| 3.    | Csehország   | 5 | 3  | 0 | 2 | 16 | 11 | +5  | 6  | Negyeddöntő     |
| 4.    | Oroszország  | 5 | 3  | 0 | 2 | 20 | 14 | +6  | 6  | Negyeddöntő     |
| 5.    | Ausztria     | 5 | 1  | 0 | 4 | 13 | 28 | −15 | 2  | A 9–12. helyért |
| 6.    | Norvégia (R) | 5 | 0  | 0 | 5 | 5  | 19 | −14 | 0  | A 9–12. helyért |

1. 1 2 3  Németország 2 pont, +1 gk.; Csehország 2 pont, 0 gk.; Oroszország 2 pont, –1 gk.

| 1994. február 12. 21:00 | Ausztria (AUT) | 3–4 (1–1, 0–0, 2–3) | Németország (GER) | Håkons Hall, Lillehammer Nézőszám: 3300 |

| | Brian Stankiewicz | Kapusok                      | Klaus Merk | Játékvezető: Valerij Bokarev Vonalbírók: Stephan Eriksson Johan Norrman |
| \| \| 0–1 \| 04:24 – Ustorf (Hilger) \| \| G. Pusnik (Kerth) – 13:50 \| 1–1 \| \| \| Dallman – 42:02 \| 2–1 \| \| \| \| 2–2 \| 49:57 – Kummer (Brandl) \| \| \| 2–3 \| 50:19 – Doucet (Rumrich) \| \| \| 2–4 \| 56:19 – Brandl (Stefan) (PP) \| \| Strong (Ulrich) – 57:31 \| 3–4 \| \| |                   |                              |            | Játékvezető: Valerij Bokarev Vonalbírók: Stephan Eriksson Johan Norrman |
| 26 perc | Büntetések        | 6 perc                       |            | Játékvezető: Valerij Bokarev Vonalbírók: Stephan Eriksson Johan Norrman |
| 32 | Lövések           | 34                           |            | Játékvezető: Valerij Bokarev Vonalbírók: Stephan Eriksson Johan Norrman |
| | 0–1               | 04:24 – Ustorf (Hilger)      |            | Játékvezető: Valerij Bokarev Vonalbírók: Stephan Eriksson Johan Norrman |
| G. Pusnik (Kerth) – 13:50 | 1–1               |                              |            | Játékvezető: Valerij Bokarev Vonalbírók: Stephan Eriksson Johan Norrman |
| Dallman – 42:02 | 2–1               |                              |            | Játékvezető: Valerij Bokarev Vonalbírók: Stephan Eriksson Johan Norrman |
| | 2–2               | 49:57 – Kummer (Brandl)      |            |                                                                         |
| | 2–3               | 50:19 – Doucet (Rumrich)     |            |                                                                         |
| | 2–4               | 56:19 – Brandl (Stefan) (PP) |            |                                                                         |
| Strong (Ulrich) – 57:31 | 3–4               |                              |            |                                                                         |

| 1994. február 14. 17:30 | Csehország (CZE) | 7–3 (2–2, 4–1, 1–0) | Ausztria (AUT) | Gjøvik Olympic Cavern Hall, Gjøvik Nézőszám: 4340 |

| | Roman Turek | Kapusok                      | Claus Dalpiaz | Játékvezető: Tor Hansen Vonalbírók: Lonnie Cameron Lionel Ollier |
| \| Kučera – 03:07 \| 1–0 \| \| \| Horák – 05:44 \| 2–0 \| \| \| \| 2–1 \| 07:50 – Ulrich (Dallman) \| \| \| 2–2 \| 15:25 – Kerth \| \| Žemlička (Hrbek, Ščerban) – 22:23 \| 3–2 \| \| \| Horák – 23:28 \| 4–2 \| \| \| Alinč – 31:48 \| 5–2 \| \| \| Doležal (Kučera, Janecký) – 32:19 \| 6–2 \| \| \| \| 6–3 \| 35:30 – Dallman (Kerth) (SH) \| \| Hosták (Sršeň) (SH) – 57:55 \| 7–3 \| \| |             |                              |               | Játékvezető: Tor Hansen Vonalbírók: Lonnie Cameron Lionel Ollier |
| 14 perc | Büntetések  | 16 perc                      |               | Játékvezető: Tor Hansen Vonalbírók: Lonnie Cameron Lionel Ollier |
| 40 | Lövések     | 25                           |               | Játékvezető: Tor Hansen Vonalbírók: Lonnie Cameron Lionel Ollier |
| Kučera – 03:07 | 1–0         |                              |               | Játékvezető: Tor Hansen Vonalbírók: Lonnie Cameron Lionel Ollier |
| Horák – 05:44 | 2–0         |                              |               | Játékvezető: Tor Hansen Vonalbírók: Lonnie Cameron Lionel Ollier |
| | 2–1         | 07:50 – Ulrich (Dallman)     |               | Játékvezető: Tor Hansen Vonalbírók: Lonnie Cameron Lionel Ollier |
| | 2–2         | 15:25 – Kerth                |               |                                                                  |
| Žemlička (Hrbek, Ščerban) – 22:23 | 3–2         |                              |               |                                                                  |
| Horák – 23:28 | 4–2         |                              |               |                                                                  |
| Alinč – 31:48 | 5–2         |                              |               |                                                                  |
| Doležal (Kučera, Janecký) – 32:19 | 6–2         |                              |               |                                                                  |
| | 6–3         | 35:30 – Dallman (Kerth) (SH) |               |                                                                  |
| Hosták (Sršeň) (SH) – 57:55 | 7–3         |                              |               |                                                                  |

| 1994. február 16. 15:00 | Ausztria (AUT) | 1–9 (0–1, 1–7, 0–1) | Oroszország (RUS) | Håkons Hall, Lillehammer Nézőszám: 6343 |

| | Michael Puschacher Claus Dalpiaz | Kapusok                                     | Szergej Abramov | Játékvezető: Ruggero Savaris Vonalbírók: Erik Larssen John Svarstad |
| \| \| 0–1 \| 15:40 – Berezin \| \| \| 0–2 \| 21:43 – Varickij \| \| \| 0–3 \| 23:03 – Vinogradov (Gyenyiszov, Nyikolisin) \| \| \| 0–4 \| 23:53 – Szmirnov (Berezin, Guszmanov) \| \| \| 0–5 \| 26:29 – Davidov (Varickij) \| \| \| 0–6 \| 26:46 – Gyenyiszov (Nyikolisin, Vinogradov) \| \| \| 0–7 \| 35:52 – Vinogradov (Nyikolisin) (PP) \| \| \| 0–8 \| 37:02 – Guszmanov (Berezin) \| \| Burton (Dallman) (PP) – 39:30 \| 1–8 \| \| \| \| 1–9 \| 52:55 – Gyenyiszov (Nyikolisin, Vinogradov) \| |                                  |                                             |                 | Játékvezető: Ruggero Savaris Vonalbírók: Erik Larssen John Svarstad |
| 14 perc | Büntetések                       | 8 perc                                      |                 | Játékvezető: Ruggero Savaris Vonalbírók: Erik Larssen John Svarstad |
| 14 | Lövések                          | 48                                          |                 | Játékvezető: Ruggero Savaris Vonalbírók: Erik Larssen John Svarstad |
| | 0–1                              | 15:40 – Berezin                             |                 | Játékvezető: Ruggero Savaris Vonalbírók: Erik Larssen John Svarstad |
| | 0–2                              | 21:43 – Varickij                            |                 | Játékvezető: Ruggero Savaris Vonalbírók: Erik Larssen John Svarstad |
| | 0–3                              | 23:03 – Vinogradov (Gyenyiszov, Nyikolisin) |                 | Játékvezető: Ruggero Savaris Vonalbírók: Erik Larssen John Svarstad |
| | 0–4                              | 23:53 – Szmirnov (Berezin, Guszmanov)       |                 |                                                                     |
| | 0–5                              | 26:29 – Davidov (Varickij)                  |                 |                                                                     |
| | 0–6                              | 26:46 – Gyenyiszov (Nyikolisin, Vinogradov) |                 |                                                                     |
| | 0–7                              | 35:52 – Vinogradov (Nyikolisin) (PP)        |                 |                                                                     |
| | 0–8                              | 37:02 – Guszmanov (Berezin)                 |                 |                                                                     |
| Burton (Dallman) (PP) – 39:30 | 1–8                              |                                             |                 |                                                                     |
| | 1–9                              | 52:55 – Gyenyiszov (Nyikolisin, Vinogradov) |                 |                                                                     |

| 1994. február 18. 17:30 | Finnország (FIN) | 6–2 (1–0, 2–1, 3–1) | Ausztria (AUT) | Gjøvik Olympic Cavern Hall, Gjøvik Nézőszám: 4945 |

| | Jukka Tammi | Kapusok                           | Michael Puschacher | Játékvezető: Peter Slapke Vonalbírók: Erik Larssen John Svarstad |
| \| Palo (Keskinen) – 01:31 \| 1–0 \| \| \| Virta (Kiprusoff, Mäkelä) (PP) − 28:55 \| 2–0 \| \| \| \| 2–1 \| 31:29 − Strong (Burton) \| \| Peltonen − 37:58 \| 3–1 \| \| \| Keskinen (Nieminen) − 43:24 \| 4–1 \| \| \| Koivu − 48:18 \| 5–1 \| \| \| \| 5–2 \| 53:30 − Strong (G. Puschnik) (PP) \| \| Helminen (Mäkelä) (PP) − 54:50 \| 6–2 \| \| |             |                                   |                    | Játékvezető: Peter Slapke Vonalbírók: Erik Larssen John Svarstad |
| 18 perc | Büntetések  | 22 perc                           |                    | Játékvezető: Peter Slapke Vonalbírók: Erik Larssen John Svarstad |
| 51 | Lövések     | 12                                |                    | Játékvezető: Peter Slapke Vonalbírók: Erik Larssen John Svarstad |
| Palo (Keskinen) – 01:31 | 1–0         |                                   |                    | Játékvezető: Peter Slapke Vonalbírók: Erik Larssen John Svarstad |
| Virta (Kiprusoff, Mäkelä) (PP) − 28:55 | 2–0         |                                   |                    | Játékvezető: Peter Slapke Vonalbírók: Erik Larssen John Svarstad |
| | 2–1         | 31:29 − Strong (Burton)           |                    | Játékvezető: Peter Slapke Vonalbírók: Erik Larssen John Svarstad |
| Peltonen − 37:58 | 3–1         |                                   |                    |                                                                  |
| Keskinen (Nieminen) − 43:24 | 4–1         |                                   |                    |                                                                  |
| Koivu − 48:18 | 5–1         |                                   |                    |                                                                  |
| | 5–2         | 53:30 − Strong (G. Puschnik) (PP) |                    |                                                                  |
| Helminen (Mäkelä) (PP) − 54:50 | 6–2         |                                   |                    |                                                                  |

| 1994. február 20. 20:00 | Norvégia (NOR) | 2–4 (1–1, 1–1, 0–2) | Ausztria (AUT) | Håkons Hall, Lillehammer Nézőszám: 9225 |

| | Jim Marthinsen | Kapusok                             | Michael Puschacher | Játékvezető: Rob Hearn Vonalbírók: Václav Český Miloš Benek |
| \| Dahlstrøm (Kristiansen) (PP) – 9:55 \| 1–0 \| \| \| \| 1–1 \| 13:46 – A. Pusnik (Kromp) \| \| \| 1–2 \| 24:30 – Burton \| \| Rath (Nørstebø) – 26:01 \| 2–2 \| \| \| \| 2–3 \| 48:16 – G. Pusnik (Dallman) \| \| \| 2–4 \| 50:49 – Doyle (Kerth, Dallman) (PP) \| |                |                                     |                    | Játékvezető: Rob Hearn Vonalbírók: Václav Český Miloš Benek |
| 8 perc | Büntetések     | 14 perc                             |                    | Játékvezető: Rob Hearn Vonalbírók: Václav Český Miloš Benek |
| 38 | Lövések        | 19                                  |                    | Játékvezető: Rob Hearn Vonalbírók: Václav Český Miloš Benek |
| Dahlstrøm (Kristiansen) (PP) – 9:55 | 1–0            |                                     |                    | Játékvezető: Rob Hearn Vonalbírók: Václav Český Miloš Benek |
| | 1–1            | 13:46 – A. Pusnik (Kromp)           |                    | Játékvezető: Rob Hearn Vonalbírók: Václav Český Miloš Benek |
| | 1–2            | 24:30 – Burton                      |                    | Játékvezető: Rob Hearn Vonalbírók: Václav Český Miloš Benek |
| Rath (Nørstebø) – 26:01 | 2–2            |                                     |                    |                                                             |
| | 2–3            | 48:16 – G. Pusnik (Dallman)         |                    |                                                             |
| | 2–4            | 50:49 – Doyle (Kerth, Dallman) (PP) |                    |                                                             |

A 9–12. helyért
| 1994. február 22. 16:30 | Ausztria (AUT) | 4–5 (sz.) (2–2, 0–1, 2–1) (h.u.: 0–0) (sz.: 0–1) | Franciaország (FRA) | Håkons Hall, Lillehammer Nézőszám: 9136 |

| | Brian Stankiewicz | Kapusok                             | Petri Ylönen | Játékvezető: Ruggero Savaris Vonalbírók: John Svarstad Erik Larssen |
| \| Dallman (Doyle) (PP) – 01:43 \| 1–0 \| \| \| \| 1–1 \| 15:01 – Maïa \| \| \| 1–2 \| 15:26 – Poudrier (Perez) \| \| Dallman (G. Pusnik) – 19:00 \| 2–2 \| \| \| \| 2–3 \| 24:56 – Briand \| \| Kerth (Burton) – 49:36 \| 3–3 \| \| \| \| 3–4 \| 51:23 – Pajonkowski (Pousse) \| \| Nasheim (Strong) – 53:49 \| 4–4 \| \| |                   |                                     |              | Játékvezető: Ruggero Savaris Vonalbírók: John Svarstad Erik Larssen |
| Dallman Strong Nasheim | Szétlövés         | Pajonkowski Poudrier Pousse Laporte |              | Játékvezető: Ruggero Savaris Vonalbírók: John Svarstad Erik Larssen |
| 4 perc | Büntetések        | 10 perc                             |              | Játékvezető: Ruggero Savaris Vonalbírók: John Svarstad Erik Larssen |
| 37 | Lövések           | 33                                  |              | Játékvezető: Ruggero Savaris Vonalbírók: John Svarstad Erik Larssen |
| Dallman (Doyle) (PP) – 01:43 | 1–0               |                                     |              | Játékvezető: Ruggero Savaris Vonalbírók: John Svarstad Erik Larssen |
| | 1–1               | 15:01 – Maïa                        |              | Játékvezető: Ruggero Savaris Vonalbírók: John Svarstad Erik Larssen |
| | 1–2               | 15:26 – Poudrier (Perez)            |              |                                                                     |
| Dallman (G. Pusnik) – 19:00 | 2–2               |                                     |              |                                                                     |
| | 2–3               | 24:56 – Briand                      |              |                                                                     |
| Kerth (Burton) – 49:36 | 3–3               |                                     |              |                                                                     |
| | 3–4               | 51:23 – Pajonkowski (Pousse)        |              |                                                                     |
| Nasheim (Strong) – 53:49 | 4–4               |                                     |              |                                                                     |

A 11. helyért
| 1994. február 24. 16:00 | Norvégia (NOR) | 3–1 (1–0, 1–0, 1–1) | Ausztria (AUT) | Håkons Hall, Lillehammer Nézőszám: 9245 |

| | Jim Marthinsen | Kapusok                         | Brian Stankiewicz | Játékvezető: Petr Bolina Vonalbírók: Lionel Ollier Helmuth Mair |
| \| Knutsen (PP) – 05:40 \| 1–0 \| \| \| Johansen – 39:22 \| 2–0 \| \| \| \| 2–1 \| 53:06 – A. Pusnik (G. Puschnik) \| \| Dahlstrøm (Knutsen) (PP, ENG) – 59:53 \| 3–1 \| \| |                |                                 |                   | Játékvezető: Petr Bolina Vonalbírók: Lionel Ollier Helmuth Mair |
| 16 perc | Büntetések     | 22 perc                         |                   | Játékvezető: Petr Bolina Vonalbírók: Lionel Ollier Helmuth Mair |
| 26 | Lövések        | 19                              |                   | Játékvezető: Petr Bolina Vonalbírók: Lionel Ollier Helmuth Mair |
| Knutsen (PP) – 05:40 | 1–0            |                                 |                   | Játékvezető: Petr Bolina Vonalbírók: Lionel Ollier Helmuth Mair |
| Johansen – 39:22 | 2–0            |                                 |                   | Játékvezető: Petr Bolina Vonalbírók: Lionel Ollier Helmuth Mair |
| | 2–1            | 53:06 – A. Pusnik (G. Puschnik) |                   | Játékvezető: Petr Bolina Vonalbírók: Lionel Ollier Helmuth Mair |
| Dahlstrøm (Knutsen) (PP, ENG) – 59:53 | 3–1            |                                 |                   |                                                                 |

| Csapat         | Helyezés |
| -------------- | -------- |
| Ausztria (AUT) | 12.      |

## Síakrobatika
Ugrás
| Versenyző         | Versenyszám | Selejtező | Selejtező | Döntő   | Döntő    |
| Versenyző         | Versenyszám | Pont      | Helyezés  | Pont    | Helyezés |
| ----------------- | ----------- | --------- | --------- | ------- | -------- |
| Christian Rijavec | Férfi       | 186,11    | 14.       | kiesett | kiesett  |

## Sífutás
Férfi
| Versenyző       | Versenyszám         | Eredmény  | Helyezés |
| --------------- | ------------------- | --------- | -------- |
| Alois Stadlober | 10 km               | 25:25,4   | 10.      |
| Alois Stadlober | 15 km üldözőverseny | 38:37,1   | 11.      |
| Alois Stadlober | 50 km               | 2:13:13,5 | 15.      |

## Síugrás
| Versenyző                                                         | Versenyszám | 1. ugrás | 1. ugrás | 2. ugrás | 2. ugrás | Összesítés | Összesítés |
| Versenyző                                                         | Versenyszám | Pont     | Hely.    | Pont     | Hely.    | Pont       | Helyezés   |
| ----------------------------------------------------------------- | ----------- | -------- | -------- | -------- | -------- | ---------- | ---------- |
| Andreas Goldberger                                                | Normálsánc  | 134,0    | 4.       | 124,0    | 10.      | 258,0      | 7.         |
| Andreas Goldberger                                                | Nagysánc    | 133,8    | 3.       | 121,2    | 5.       | 255,0      |            |
| Stefan Horngacher                                                 | Normálsánc  | 124,0    | 10.      | 118,5    | 15.      | 242,5      | 12.        |
| Stefan Horngacher                                                 | Nagysánc    | 93,0     | 19.      | 88,5     | 16.      | 181,5      | 19.        |
| Heinz Kuttin                                                      | Normálsánc  | 114,5    | 22.      | 98,5     | 29.*     | 213,0      | 25.**      |
| Heinz Kuttin                                                      | Nagysánc    | 103,4    | 13.      | 104,0    | 8.       | 207,4      | 12.        |
| Christian Moser                                                   | Normálsánc  | 121,0    | 14.*     | 125,0    | 8.       | 246,0      | 10.        |
| Christian Moser                                                   | Nagysánc    | 83,3     | 29.      | 77,2     | 25.      | 160,5      | 26.        |
| Andreas Goldberger Stefan Horngacher Heinz Kuttin Christian Moser | Csapat      | 472,0    | 3.       | 446,9    | 4.       | 918,9      |            |

* - egy másik versenyzővel azonos eredményt ért el

** - két másik versenyzővel azonos eredményt ért el

## Szánkó
| Versenyző                     | Versenyszám | 1. futam | 1. futam | 2. futam | 2. futam | 3. futam | 3. futam | 4. futam | 4. futam | Összesítés | Összesítés |
| Versenyző                     | Versenyszám | Idő      | Hely.    | Idő      | Hely.    | Idő      | Hely.    | Idő      | Hely.    | Idő        | Helyezés   |
| ----------------------------- | ----------- | -------- | -------- | -------- | -------- | -------- | -------- | -------- | -------- | ---------- | ---------- |
| Gerhard Gleirscher            | Férfi egyes | 50,857   | 12.      | 50,811   | 6.       | 50,352   | 4.       | 50,549   | 5.       | 3:22,569   | 7.         |
| Markus Prock                  | Férfi egyes | 50,300   | 2.       | 50,566   | 2.       | 50,166   | 1.       | 50,552   | 7.       | 3:21,584   |            |
| Markus Schmidt                | Férfi egyes | 50,664   | 9.       | 50,870   | 11.      | 50,750   | 11.      | 50,830   | 9.       | 3:23,114   | 10.        |
| Angelika Neuner               | Női egyes   | 49,055   | 6.       | 49,152   | 3.       | 49,315   | 8.       | 49,379   | 6.       | 3:16,901   | 4.         |
| Doris Neuner                  | Női egyes   | 49,331   | 11.      | 49,717   | 13.      | 49,319   | 9.       | 49,459   | 12.      | 3:17,826   | 10.        |
| Andrea Tagwerker              | Női egyes   | 48,961   | 2.       | 49,157   | 4.       | 49,277   | 4.       | 49,257   | 4.       | 3:16,652   |            |
| Tobias Schiegl Markus Schiegl | Kettes      | 48,802   | 9.       | 48,893   | 9.       |          |          |          |          | 1:37,695   | 10.        |